# Issa Alzouma
Issa Alzouma (17 de agosto de 1977) es un deportista nigerino que compitió en taekwondo. Ganó dos medallas en el Campeonato Africano de Taekwondo, plata en 2001 y bronce en 2010.

## Palmarés internacional
| Campeonato Africano | Campeonato Africano | Campeonato Africano | Campeonato Africano |
| Año                 | Lugar               | Medalla             | Categoría           |
| ------------------- | ------------------- | ------------------- | ------------------- |
| 2001                | Dakar (Senegal)     | Medalla de plata    | +84 kg              |
| 2010                | Trípoli (Libia)     | Medalla de bronce   | +87 kg              |